# Gos pastor
|  | Aquest article tracta sobre el gos pastor en general, i per tant, també dels gossos d'atura. Si cerqueu una raça específica, vegeu «gos d'atura català». |

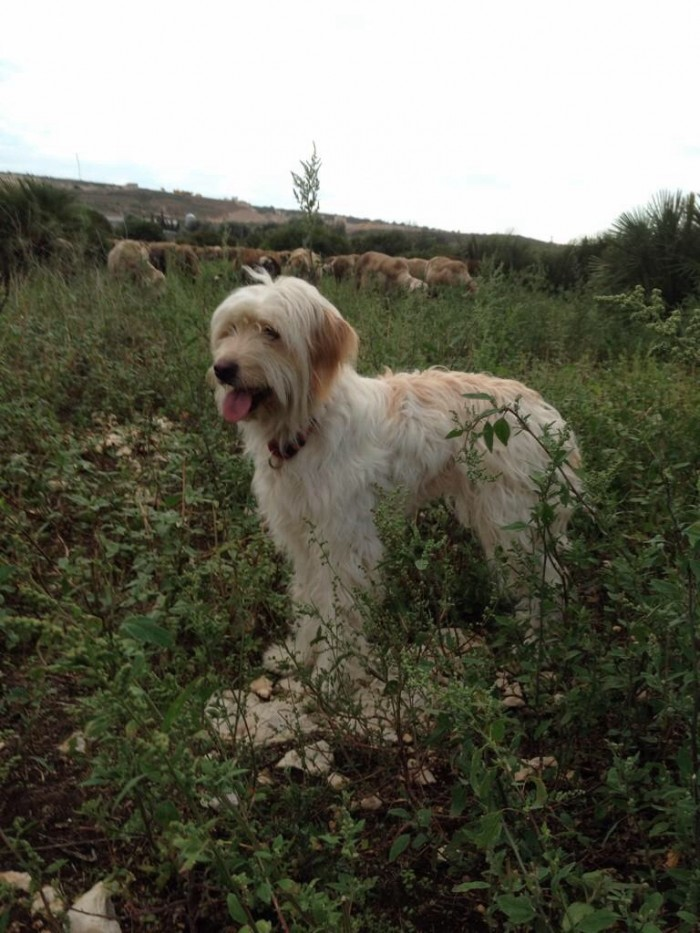
Gos d'atura a la Serra de Godall (Ulldecona)

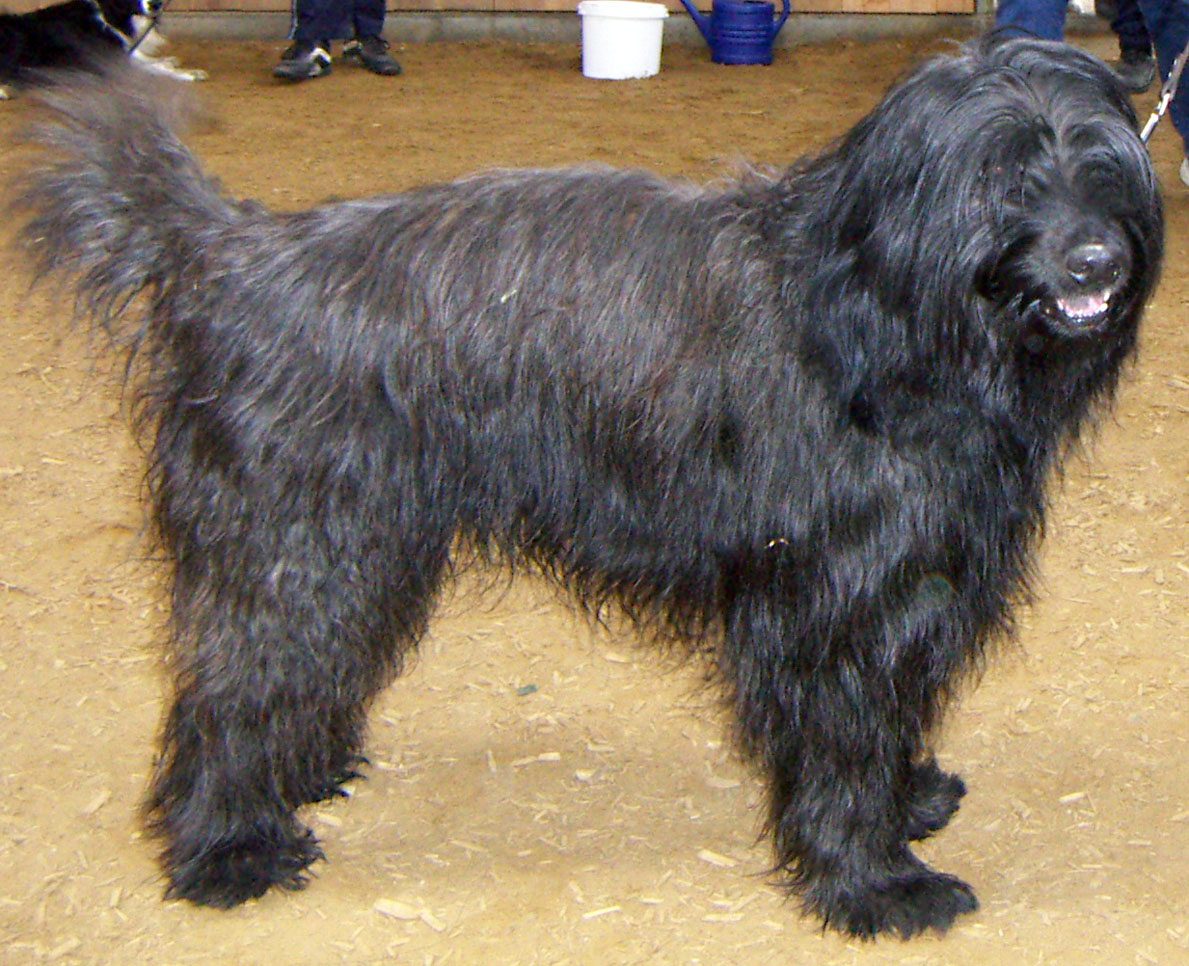
Gos d'atura català.

El gos pastor o ca de pastor és un tipus de gos de treball que ajuda a l'home en el maneig dels ramats d'ovella, cabra i d'altres animals de granja. Als gossos pastors que treballen amb bestiar boví se'ls coneix com a gossos bovers.
Hi ha dos tipus de gossos pastors: els de guarda, que s'encarreguen de protegir els ramats de l'atac del llop i d'altres depredadors (que s'anomenen gossos ramaders o mastins a Catalunya i cans de bestiar a Mallorca), i els que s'encarreguen de guiar i controlar els ramats en els seus desplaçaments. A aquests últims se'ls anomena (a més del terme "gos pastor"), gos d'atura, com ara el gos d'atura català, i sembla que són d'ús més recent (es popularitzen al segle xix), com a mínim als Països Catalans, amb la davallada del llop i de l'os a l'Europa occidental i la consegüent falta de necessitat del gos ramader o mastí, que menjava molt i cessava de ser imprescindible. En els gossos d'atura hi ha una gran varietat en el seu aspecte extern, però tots són animals àgils, intel·ligents, amb gran capacitat d'aprenentatge i amb facilitat per resoldre situacions imprevistes.

## Races
La Federació Cinològica Internacional inclou en el  Grup I, Secció 1 a la gran majoria de les races de gos pastor, tant de guarda (gos ramader) com de conducció (gos d'atura), encara que a les races d'origen escandinau les classifica en el  Grup V, secció 3a.

### Races del Grup I

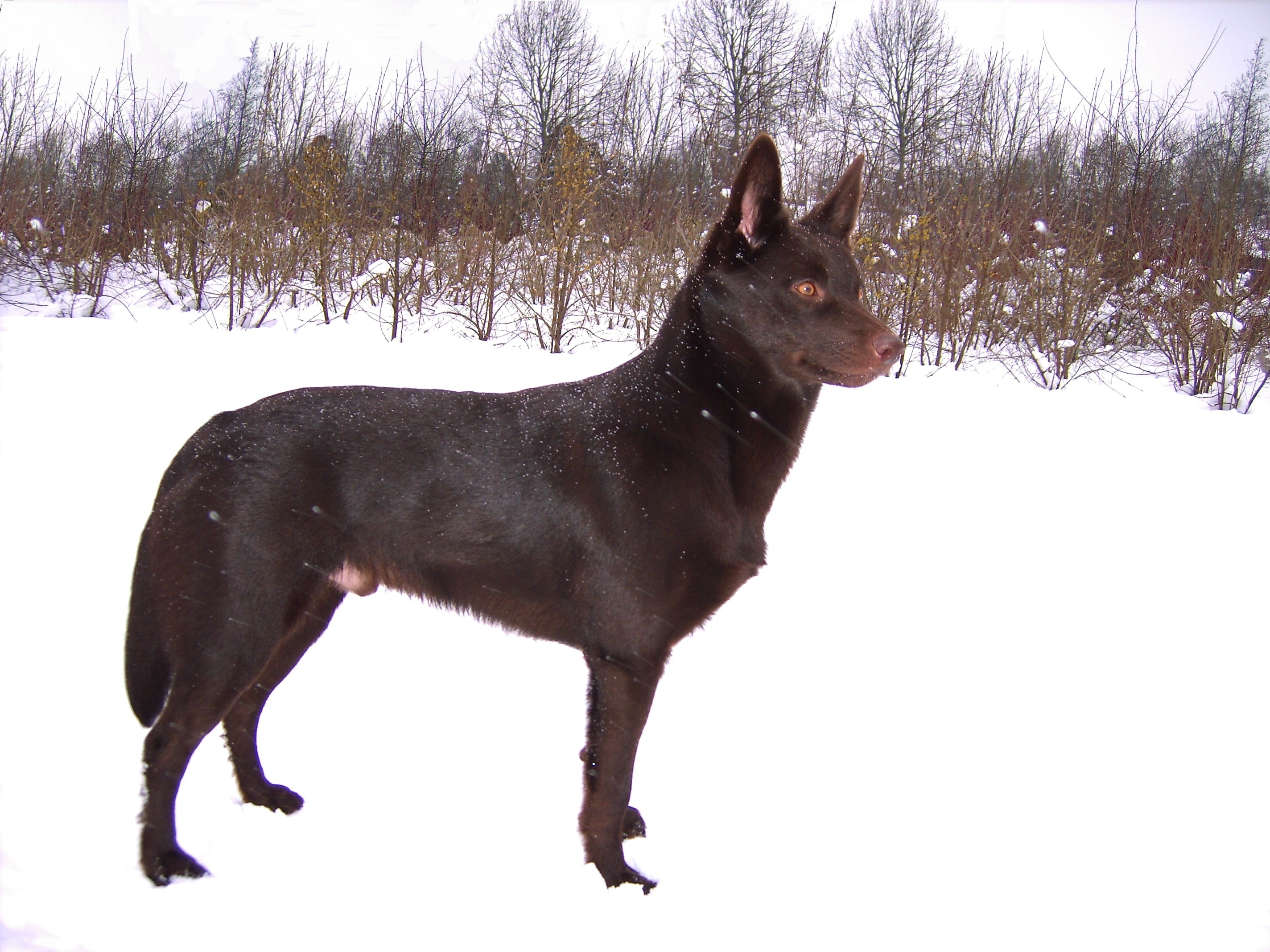
Kelpie australià
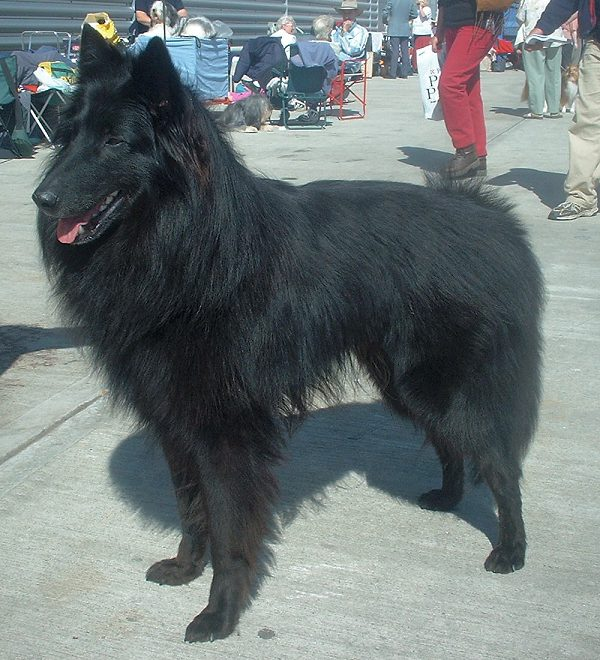
Pastor belga groenendael
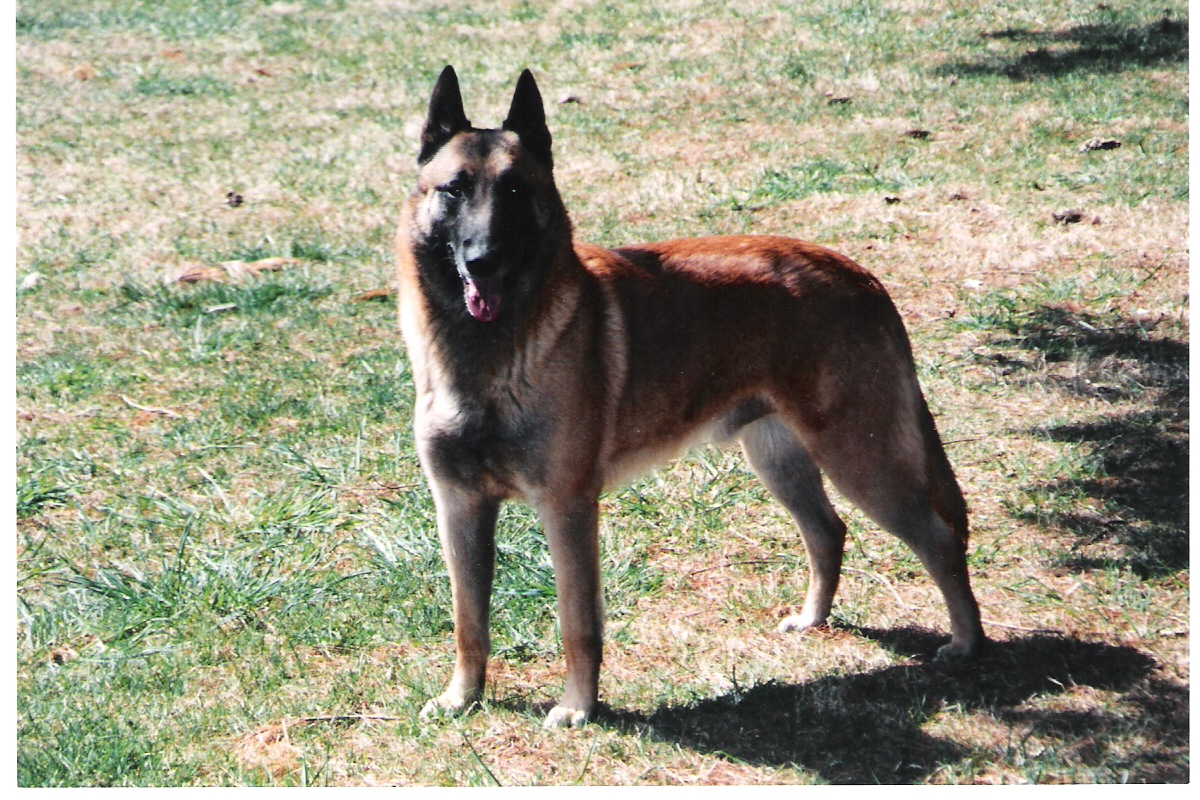
Pastor belga malinois
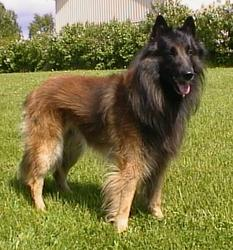
Pastor belga tervueren
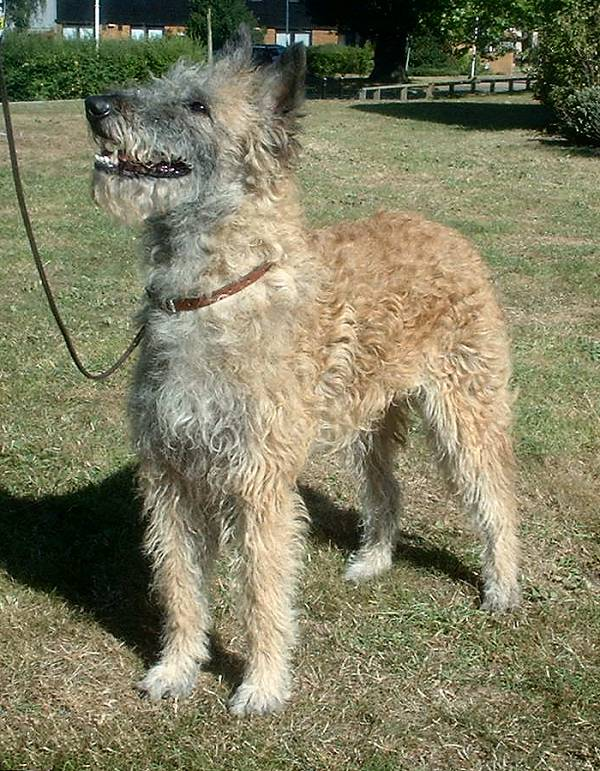
Pastor belga laekenois
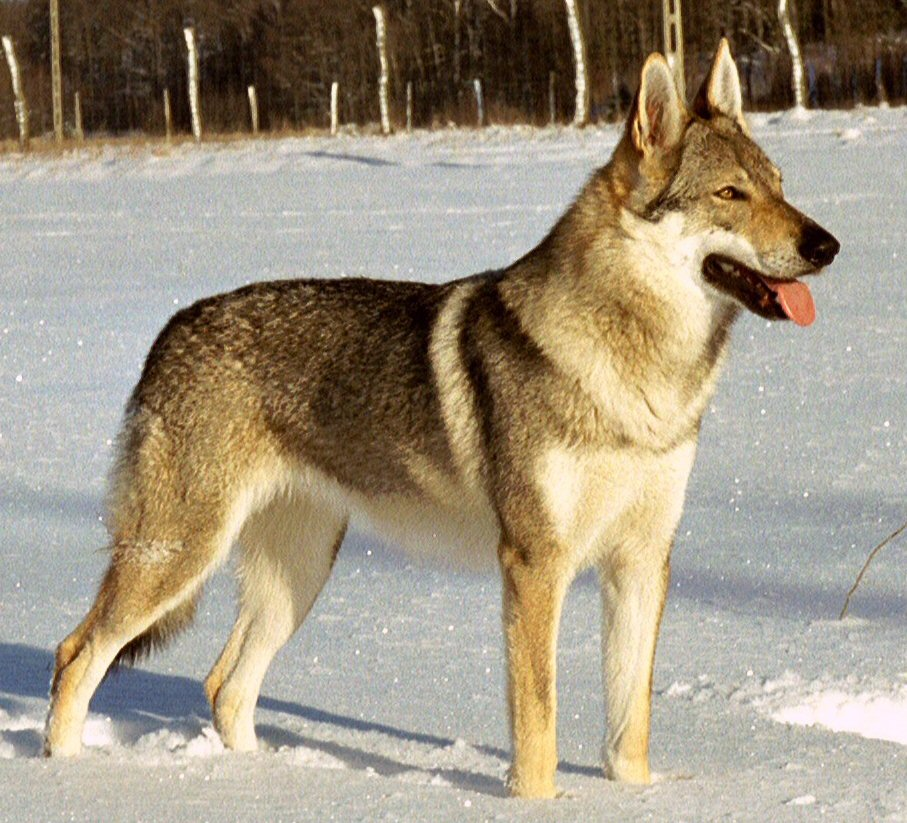
Gos llop txecoslovac
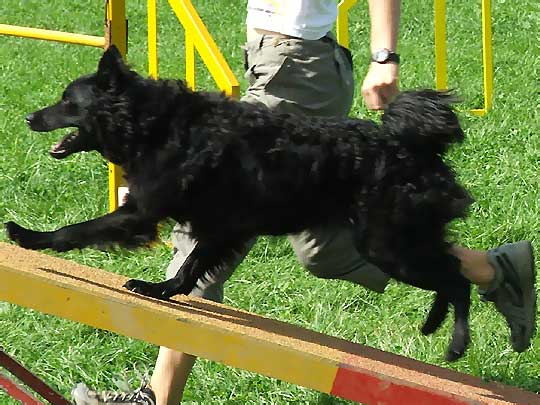
Pastor croata
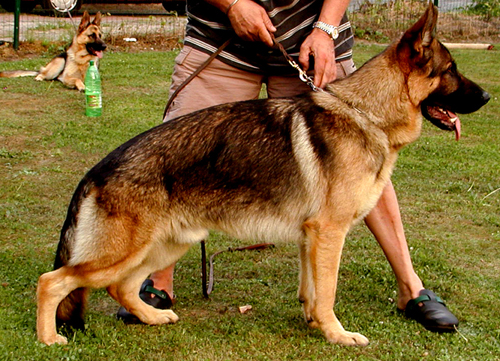
Pastor alemany
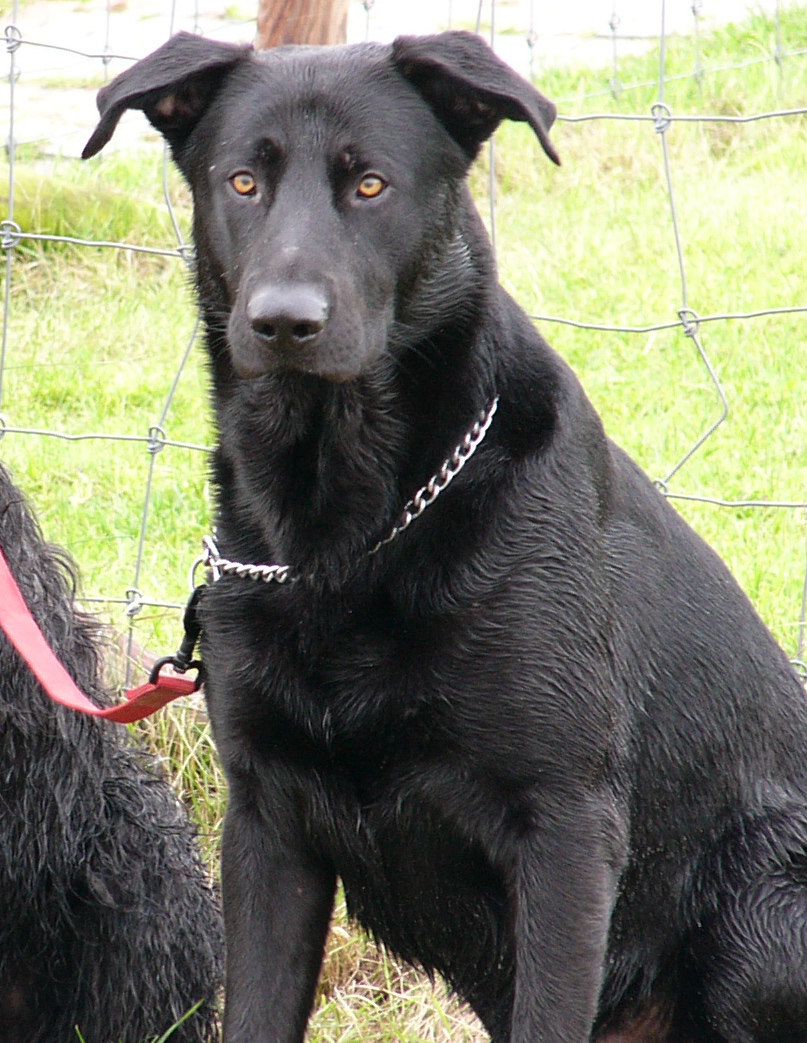
Ca de bestiar
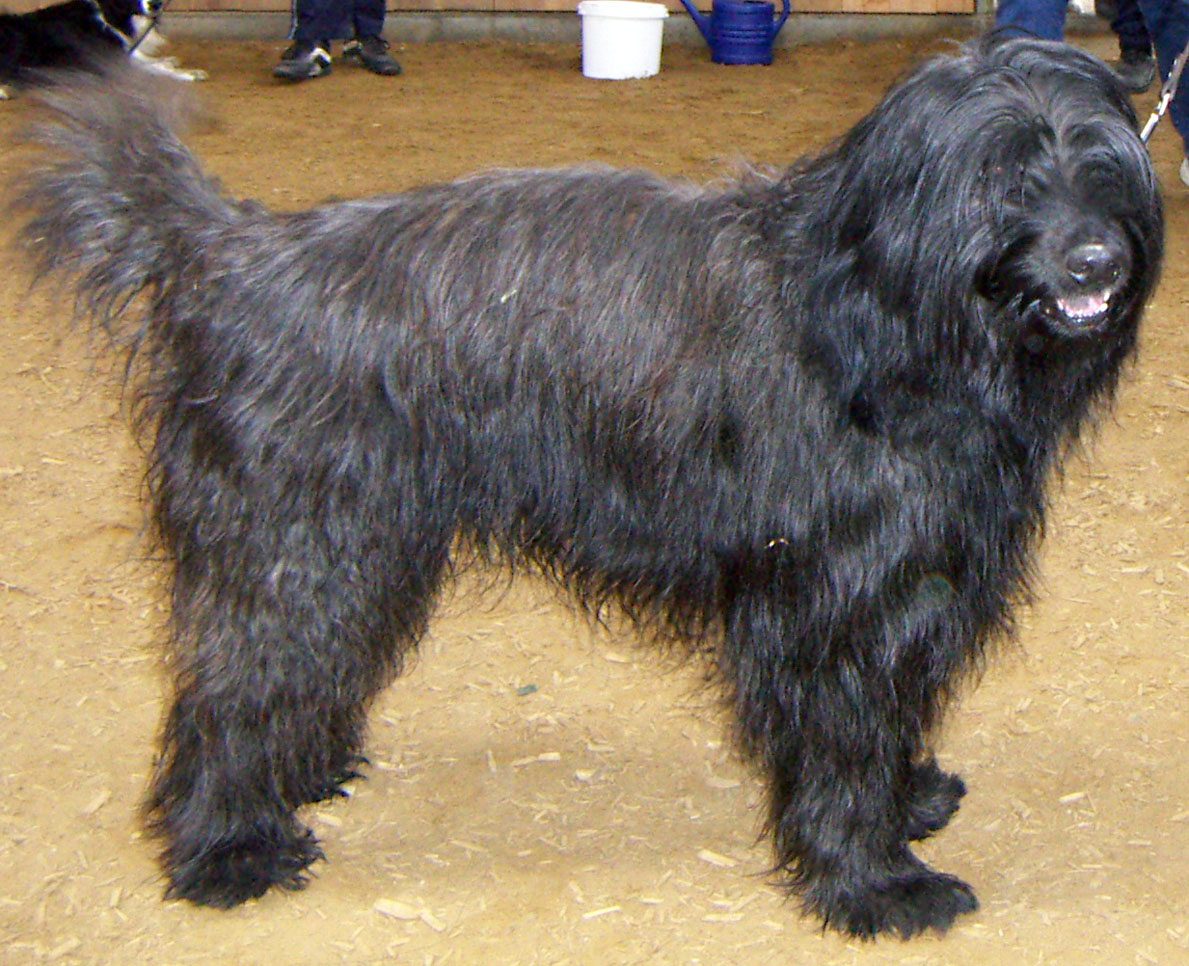
Gos d'atura català
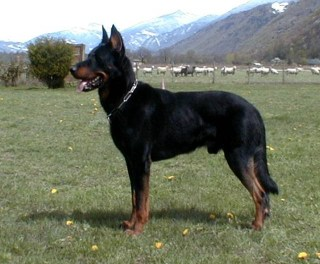
Beauceron
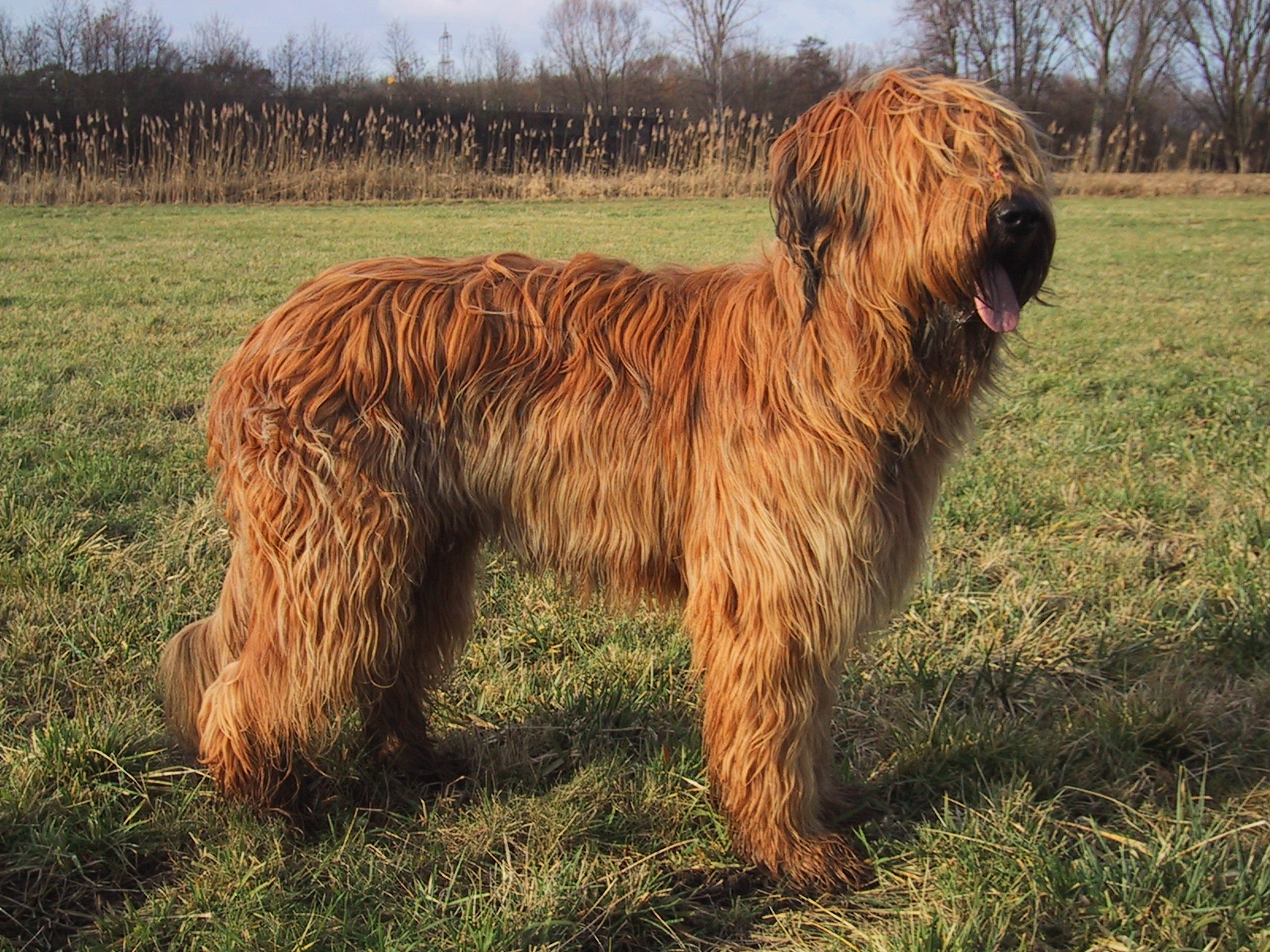
Briard
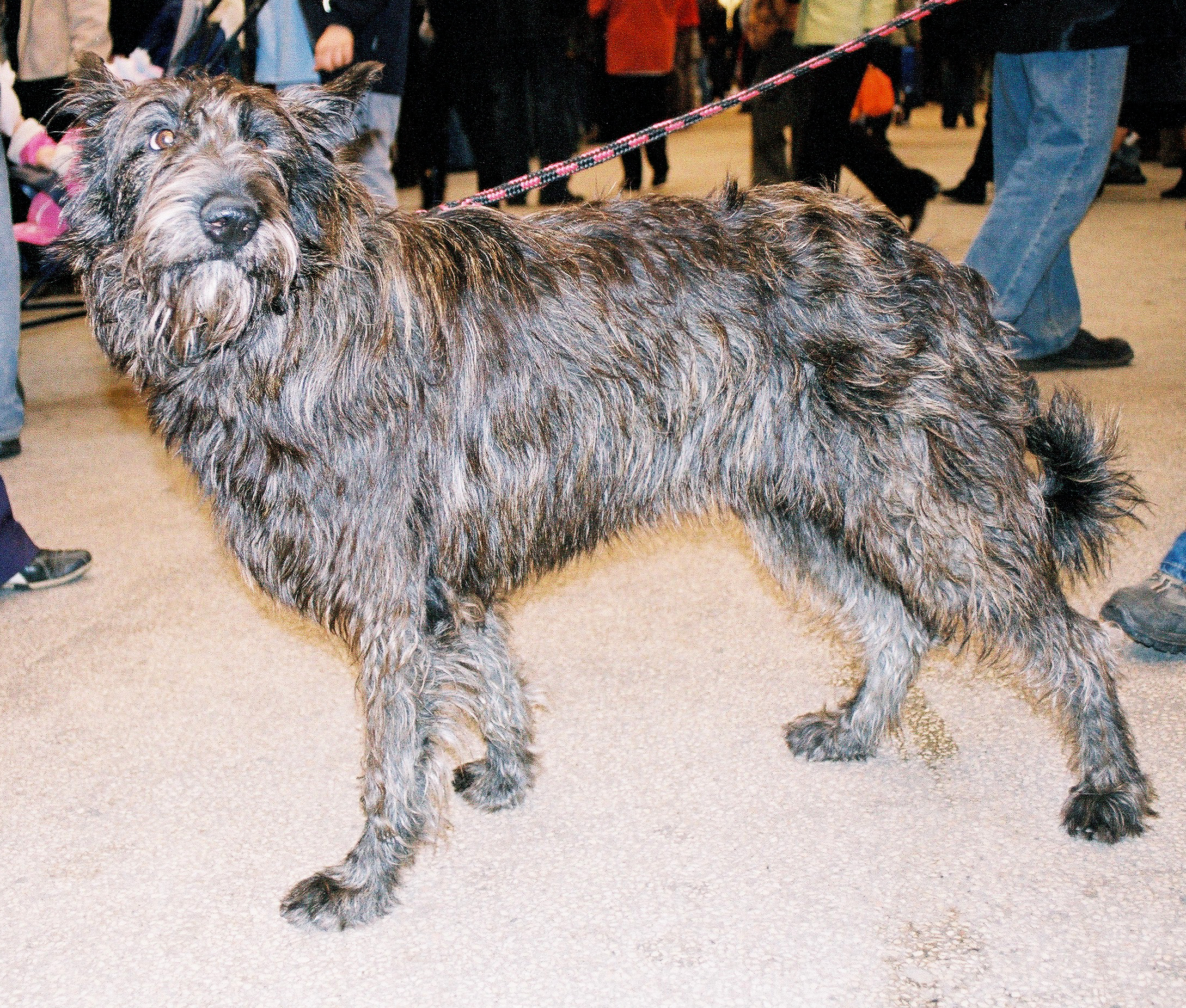
Berger picard
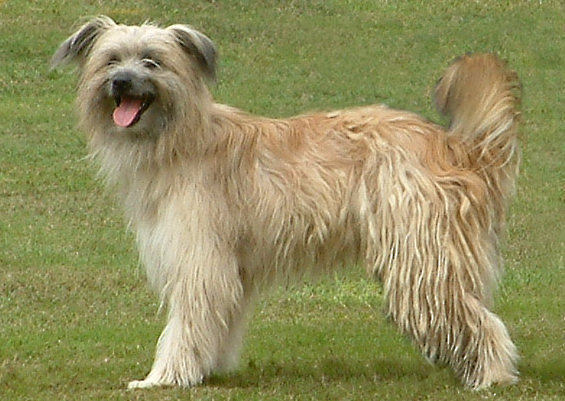
Pastor dels Pirineus de pèl llarg
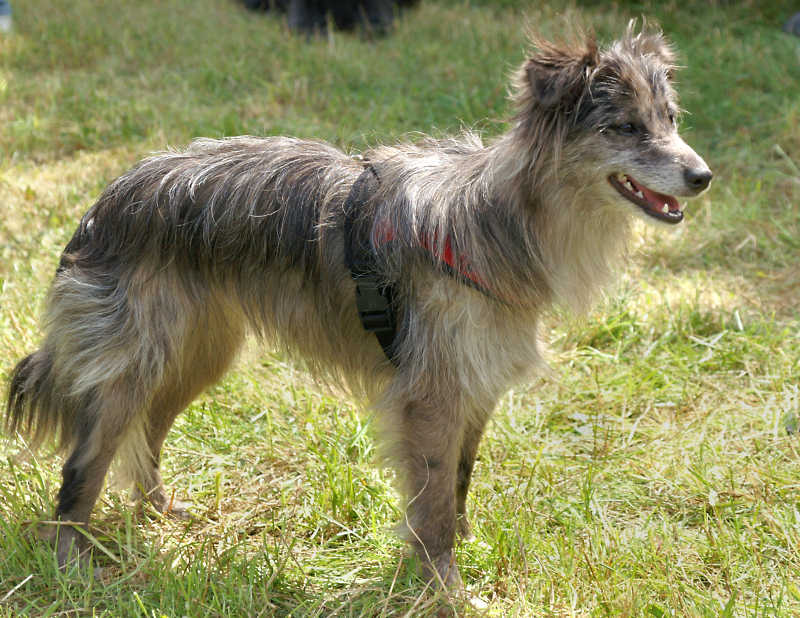
Pastor dels Pirineus de cara rasa
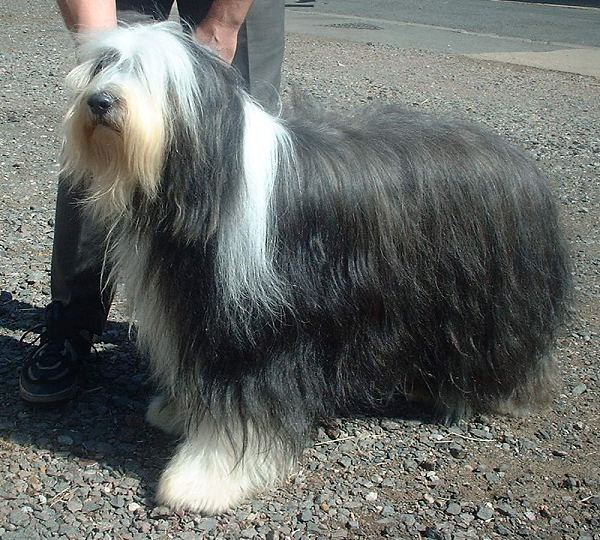
Bearded Collie
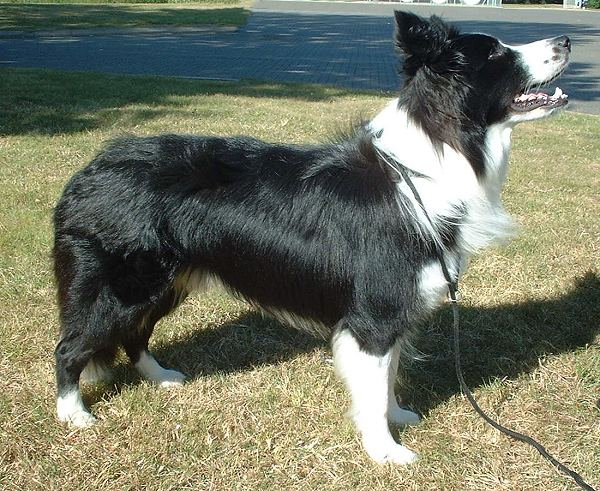
Border Collie
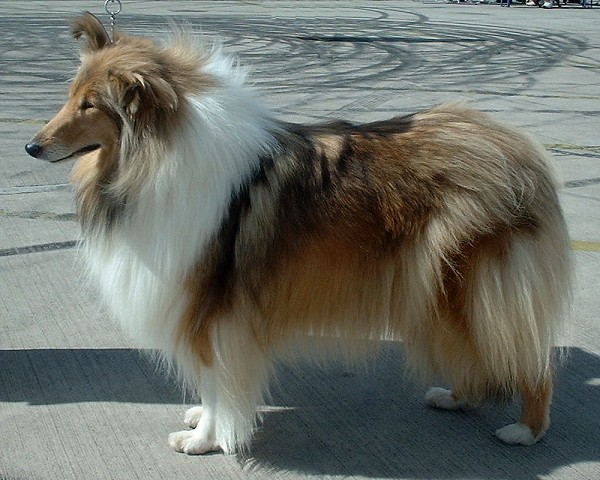
Collie de pèl llarg
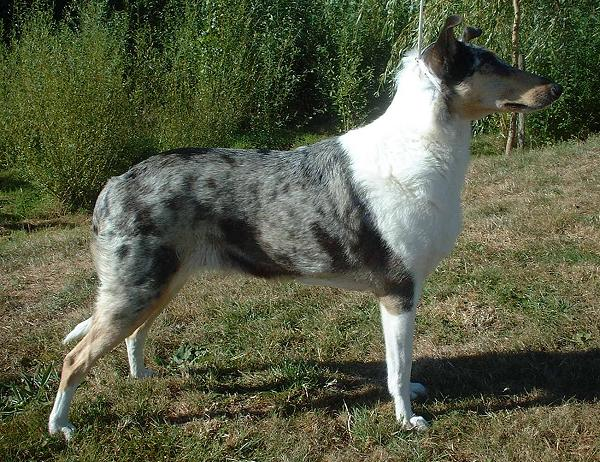
Collie de pèl curt
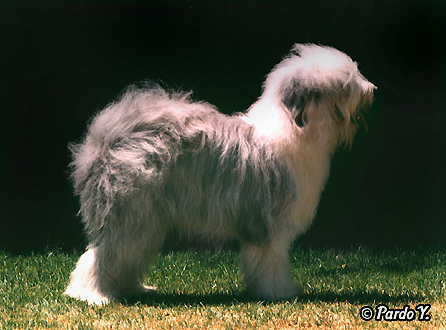
Antic pastor anglès (Bobtail)
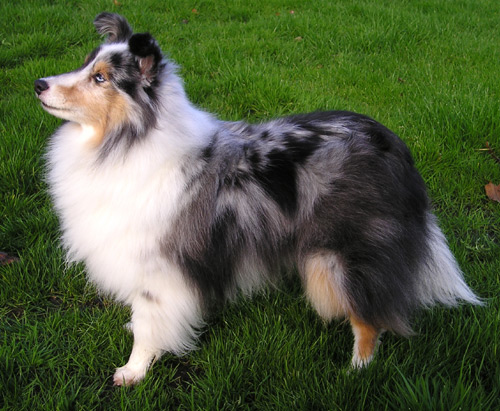
Pastor de Shetland (Shetland Sheepdog)
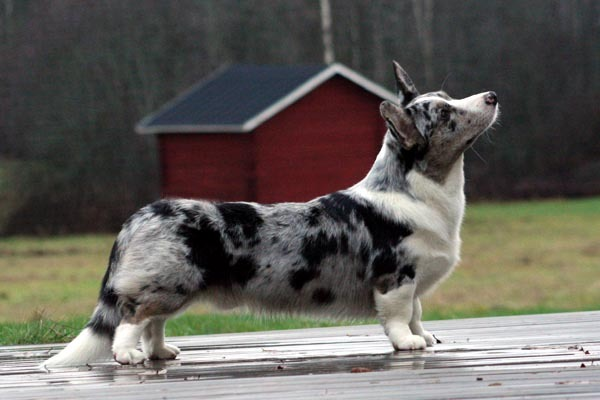
Corgi gal·lès de Cardigan
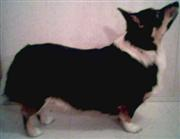
Corgi gal·lès de Pembroke
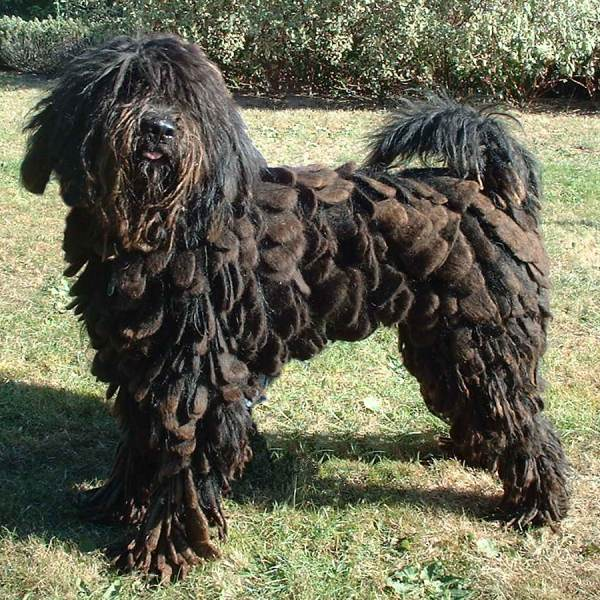
Pastor bergamasc
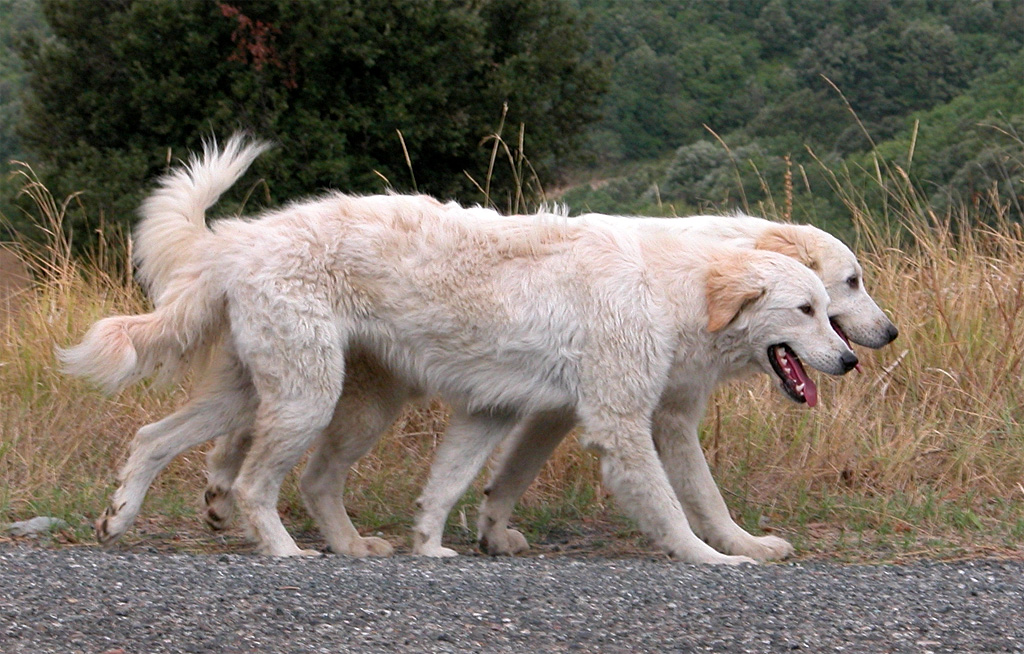
Pastor Maremma-Abruzzese
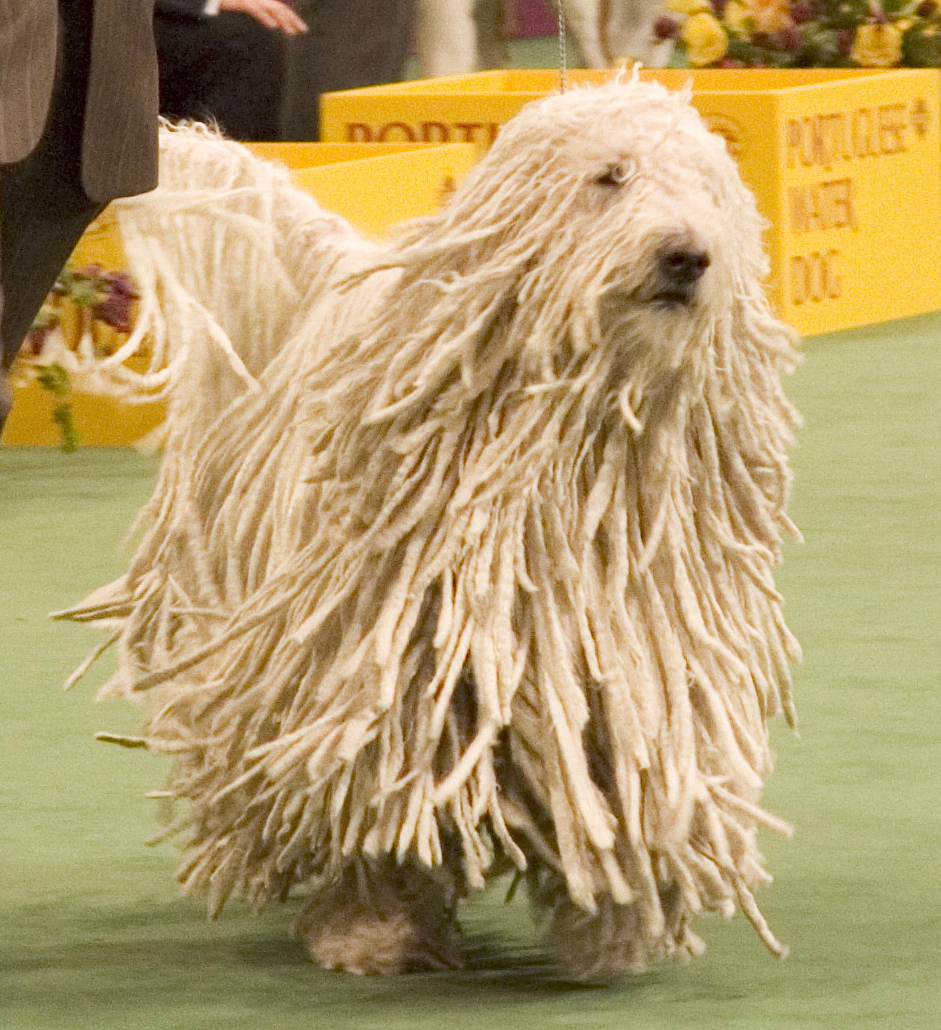
Komondor
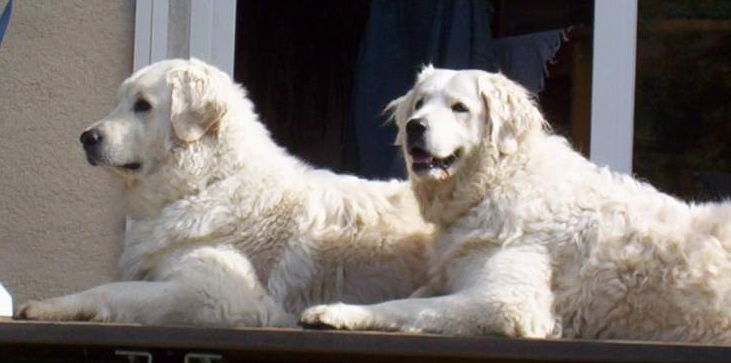
Kuvasz
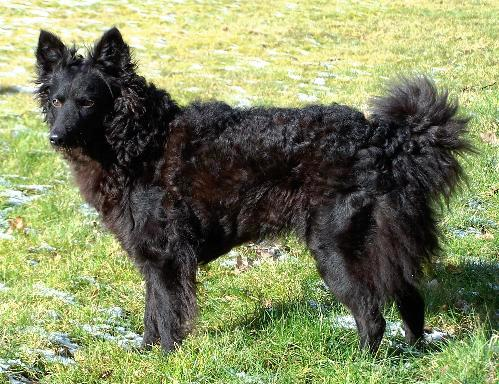
Mudi
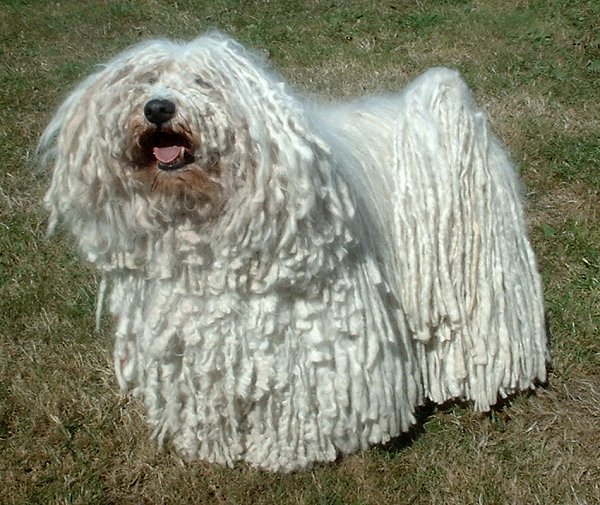
Puli
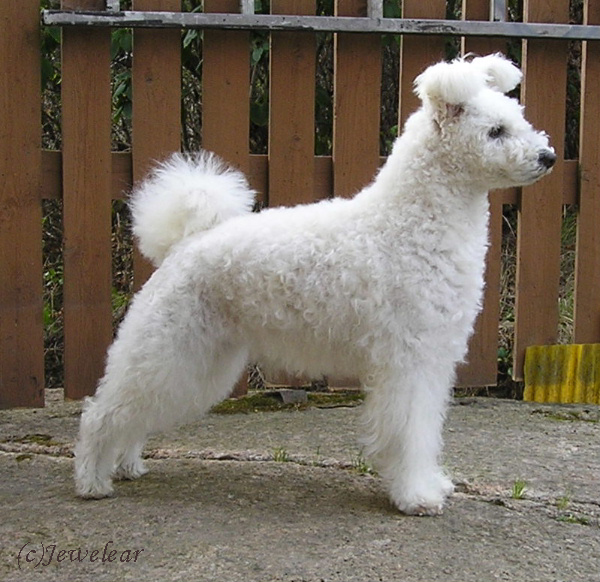
Pumi
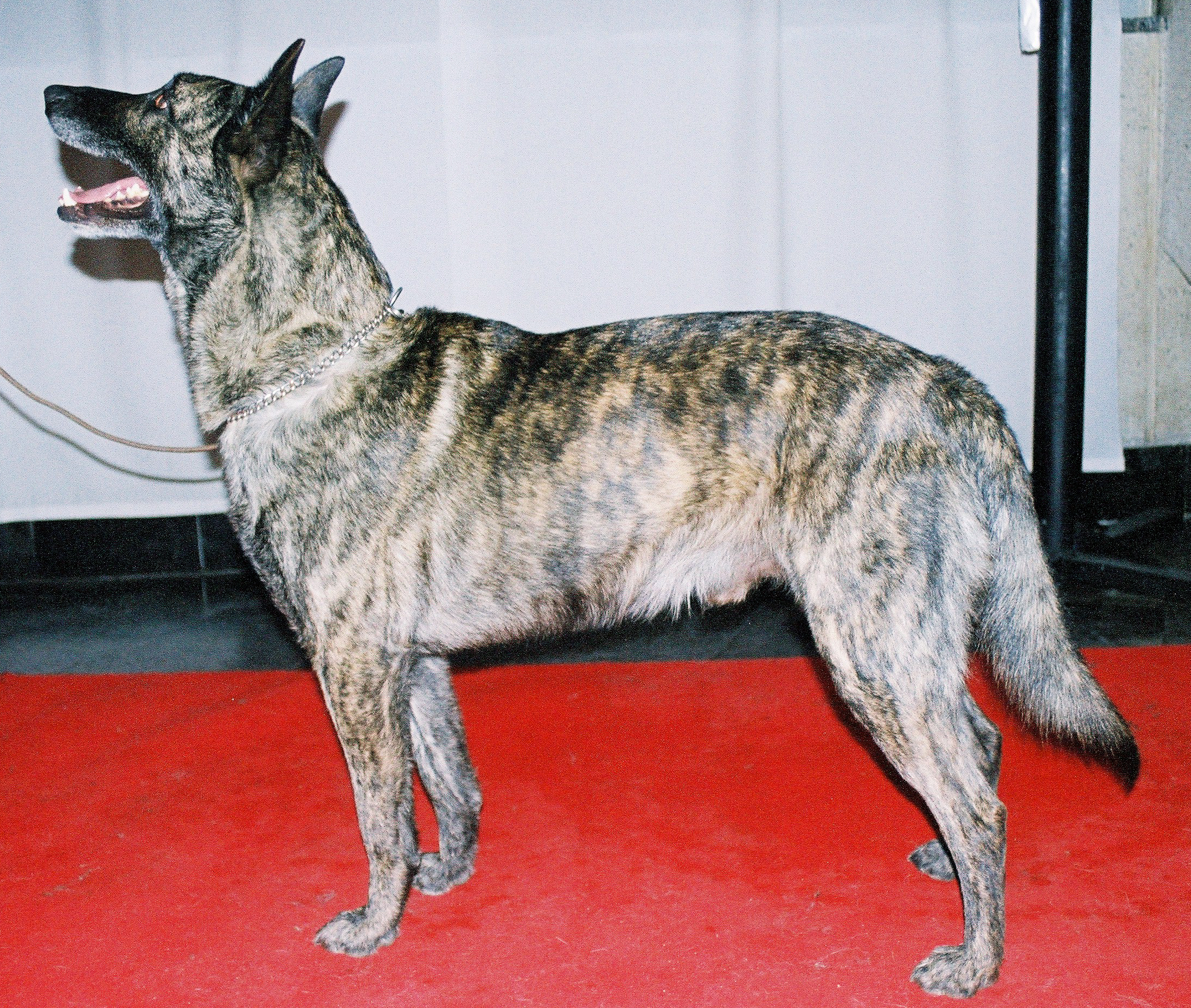
Pastor holandès
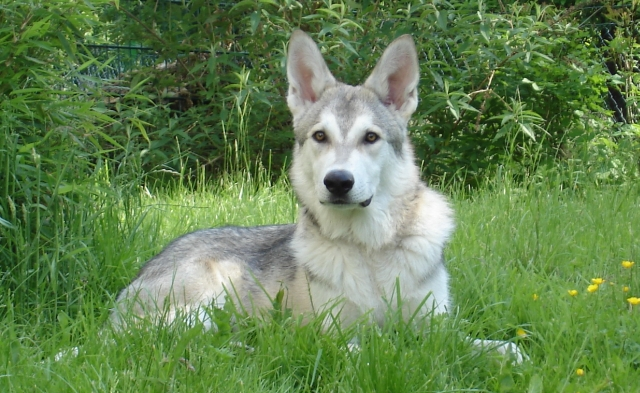
Gos llop de Sarloos
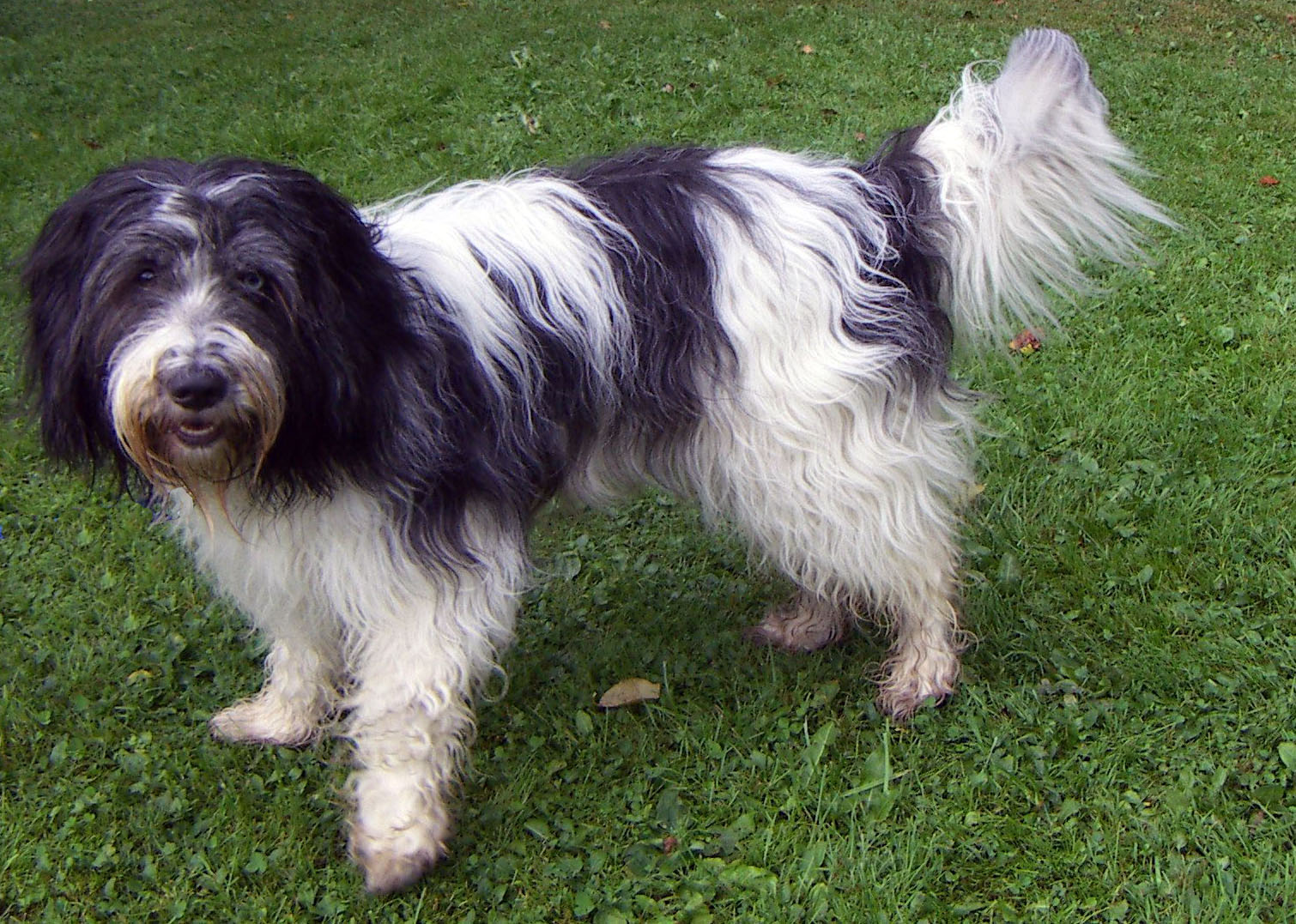
Schapendoes holandès
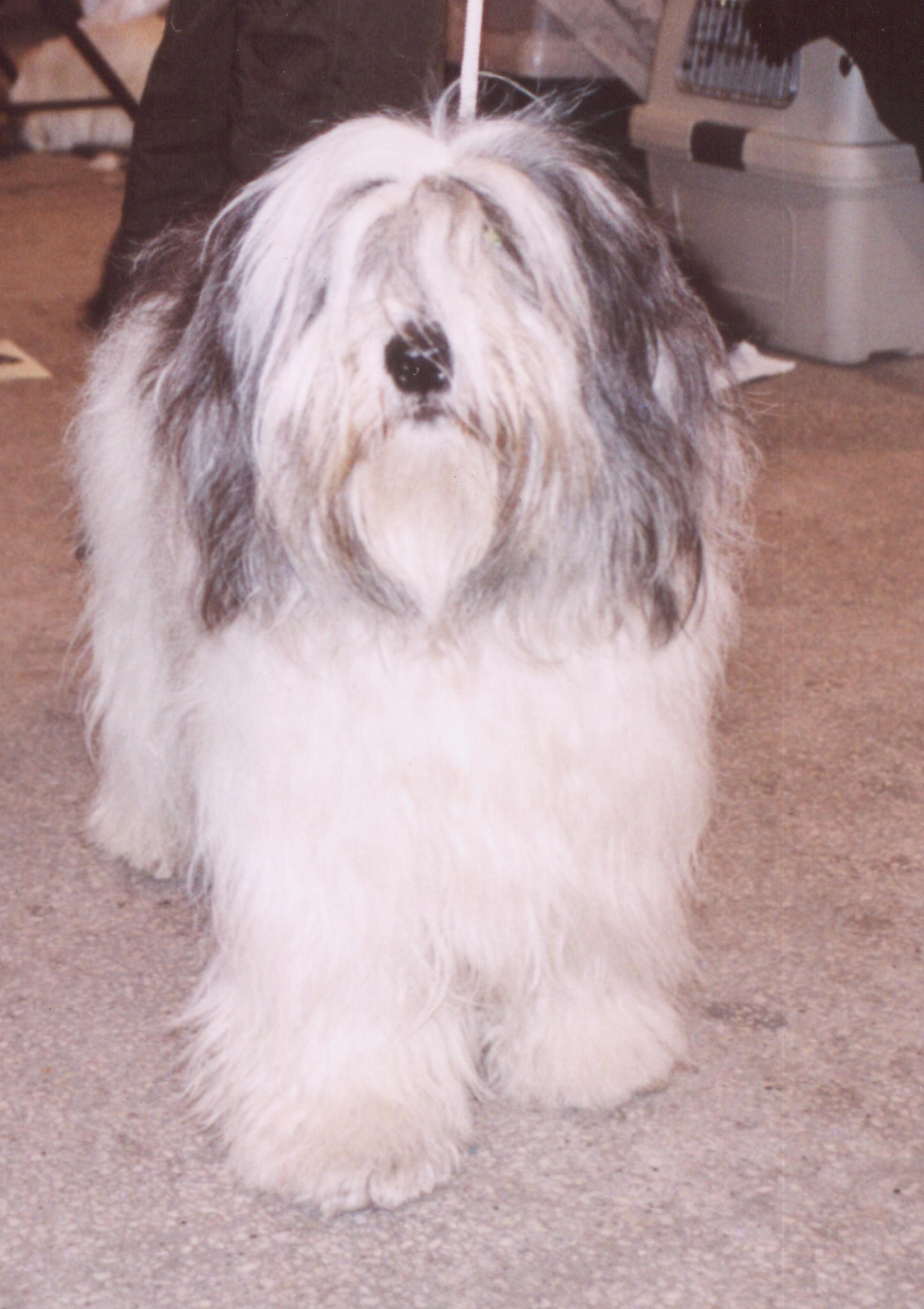
Pastor polonès de les planes
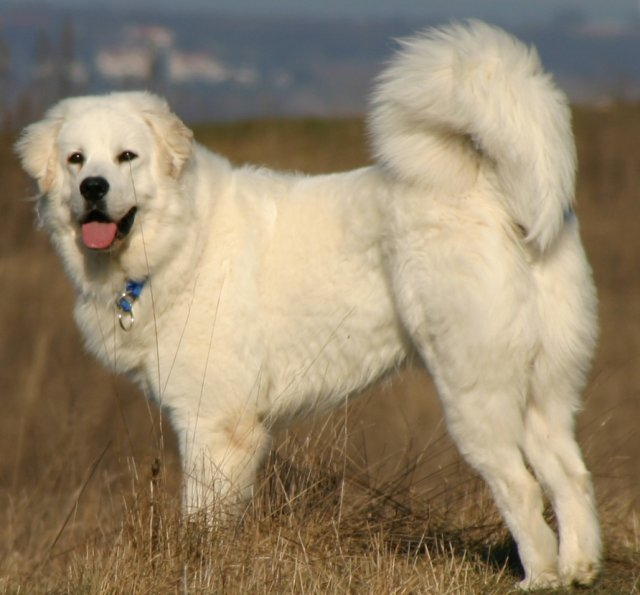
Pastor polonès de Podhale
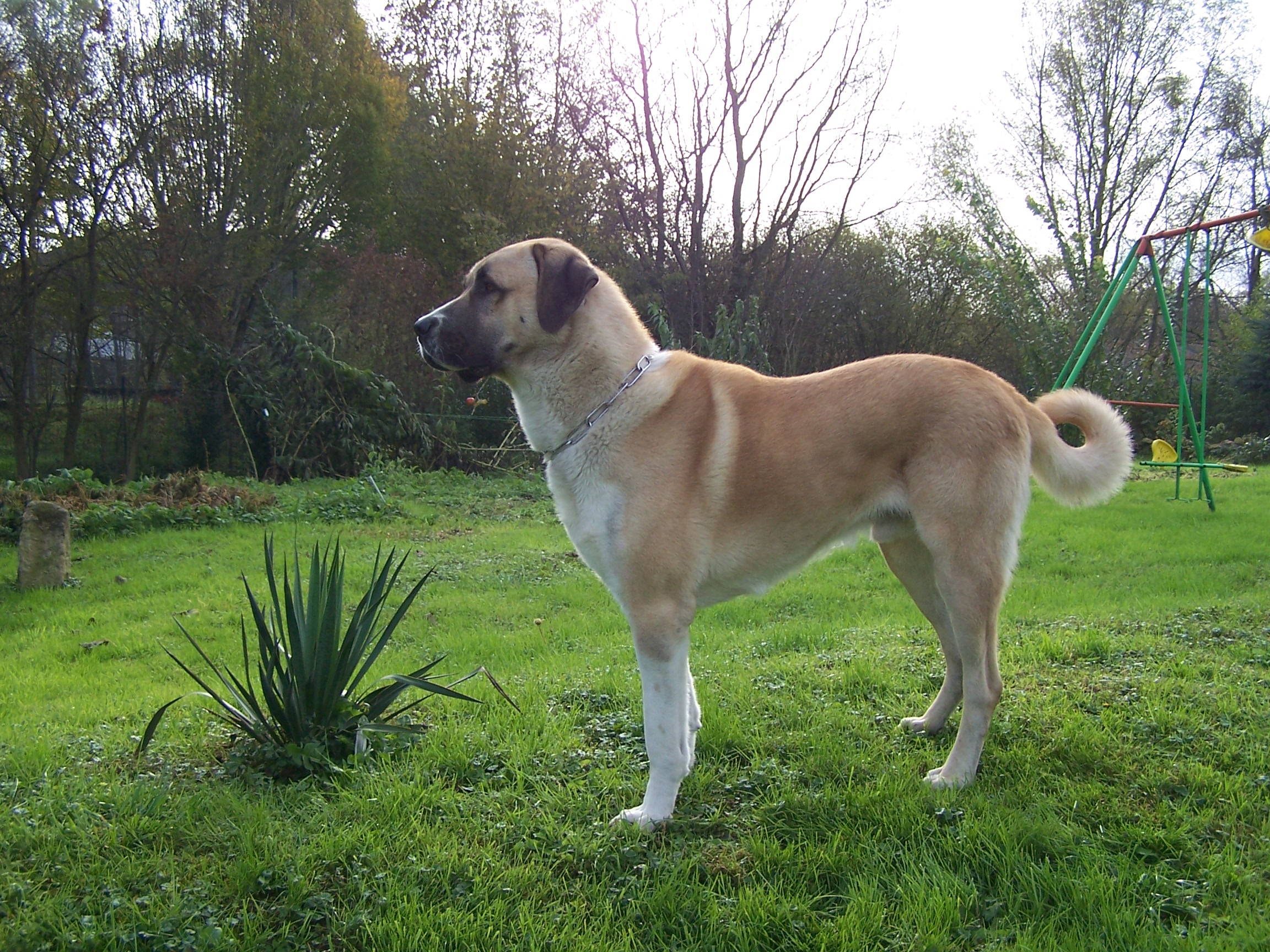
Pastor d'Anatòlia
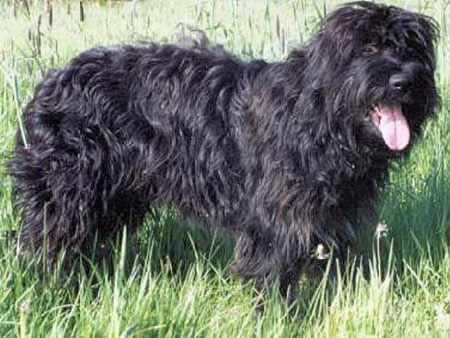
Gos da Serra de Aires
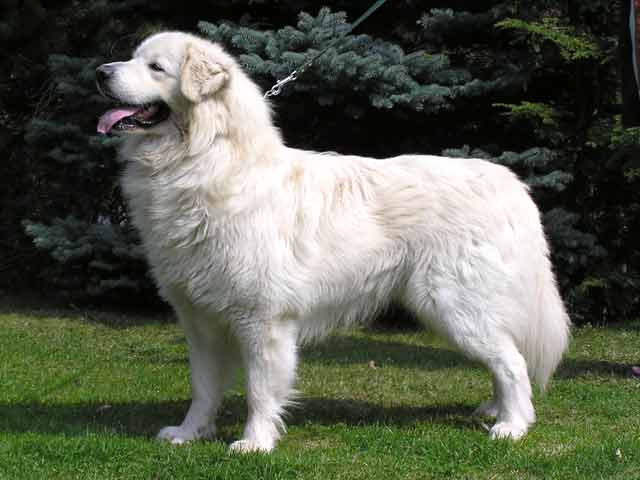
Txuvatx eslovac (slovenský čuvač)
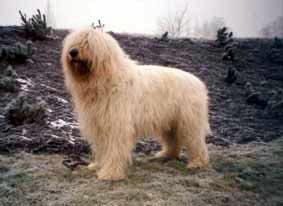
Pastor de Rússia meridional
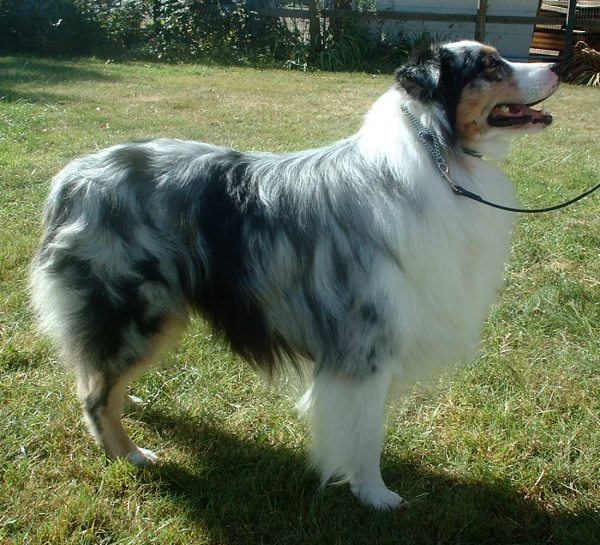
Pastor australià

#### Races admeses provisionalment

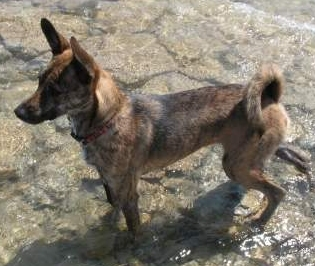
Gos de Taiwan

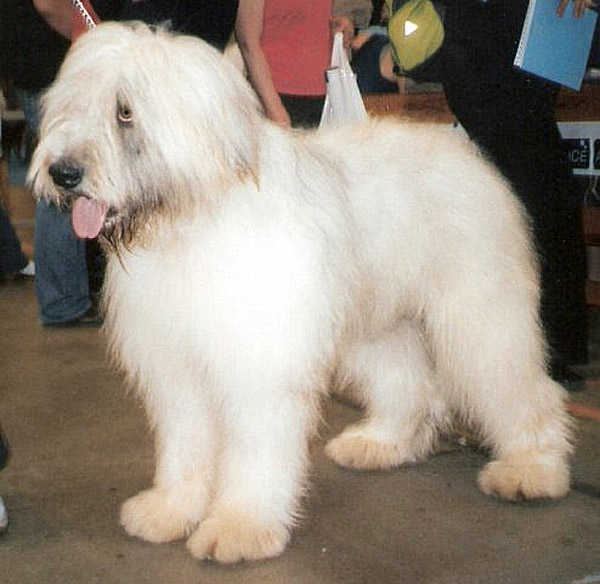
Pastor romanès de Mioritza
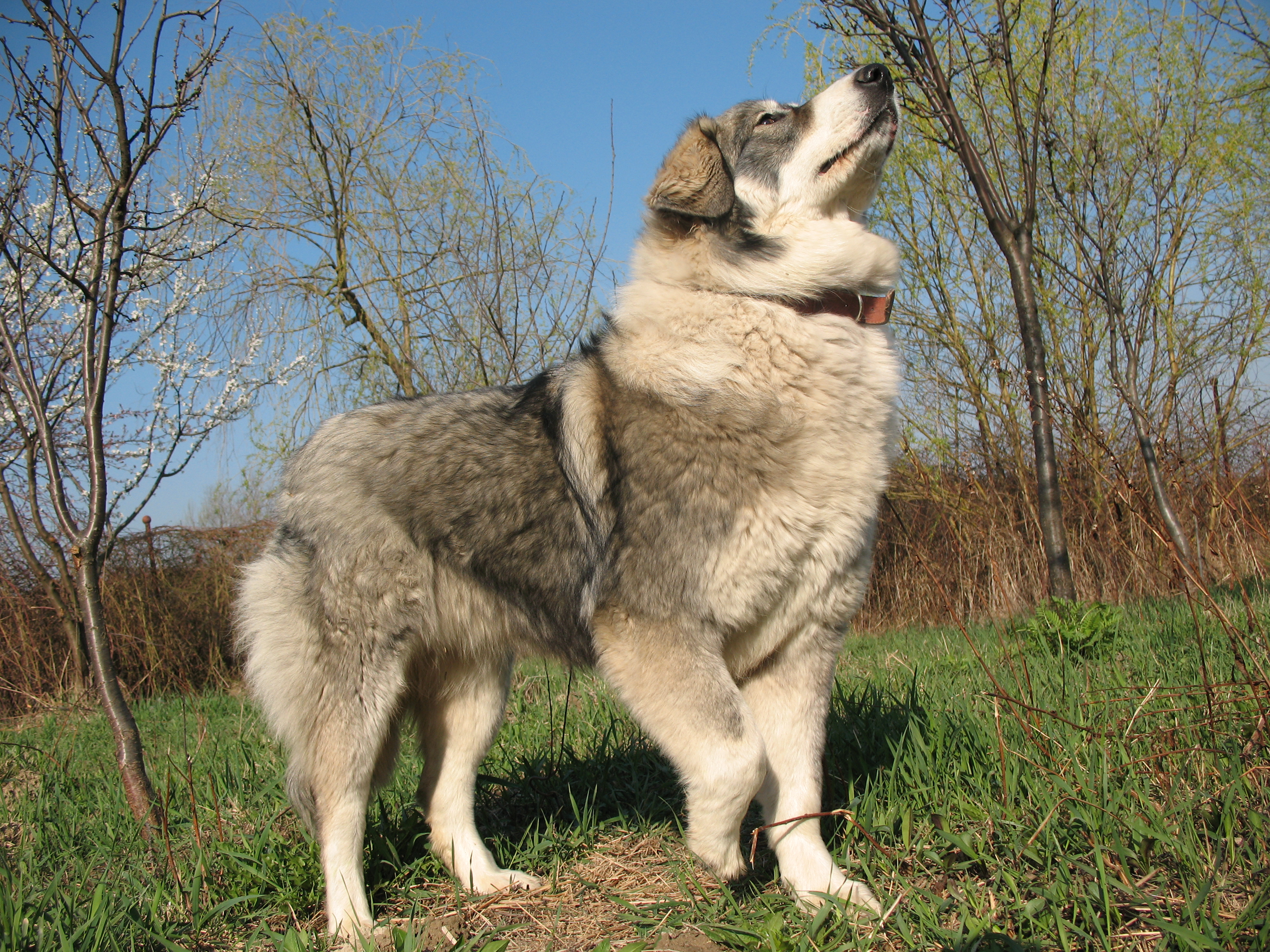
Pastor romanès dels Carpats
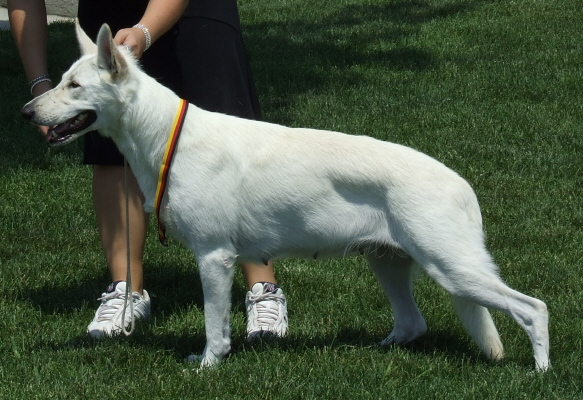
Pastor blanc suís
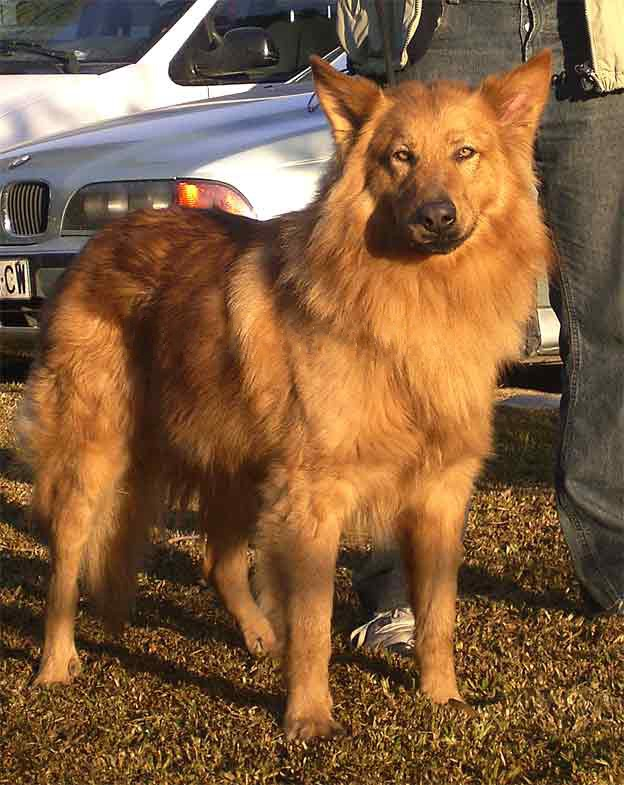
Pastor garafiano

### Races del Grup V

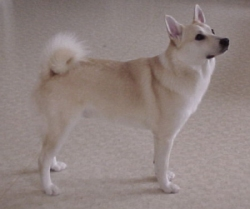
Buhund noruec
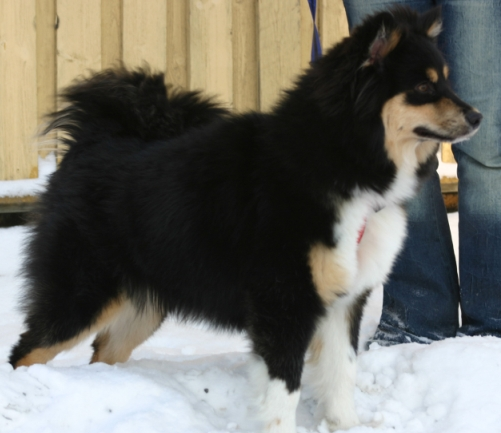
Pastor lapó de Finlàndia
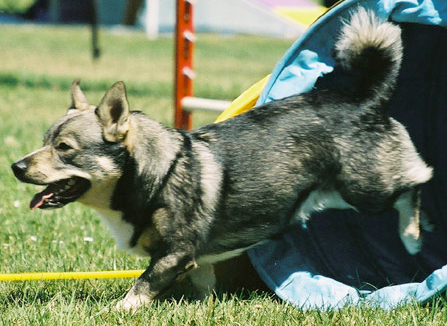
Västgötaspets
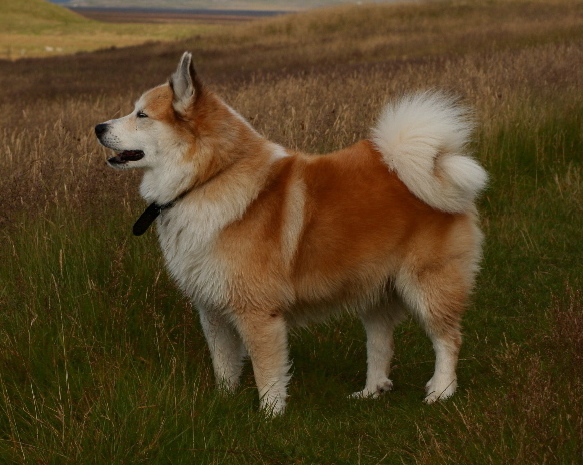
Pastor islandès
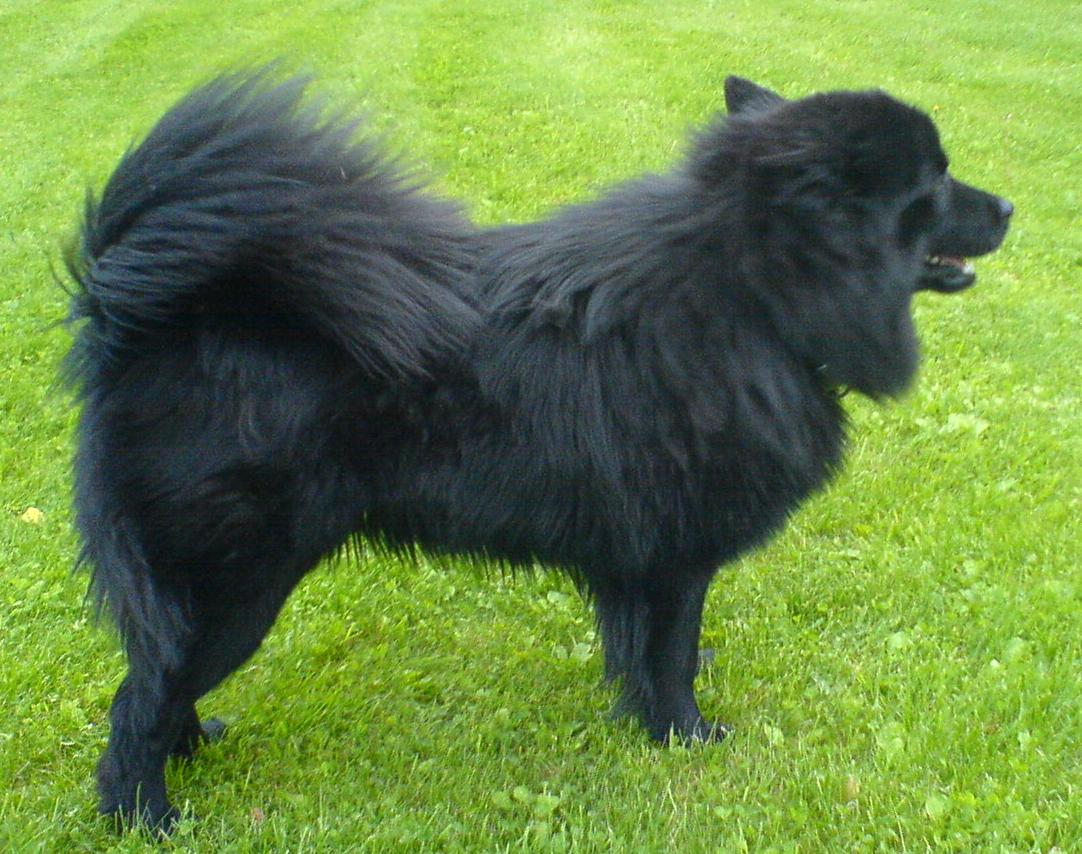
Pastor lapó de Suècia
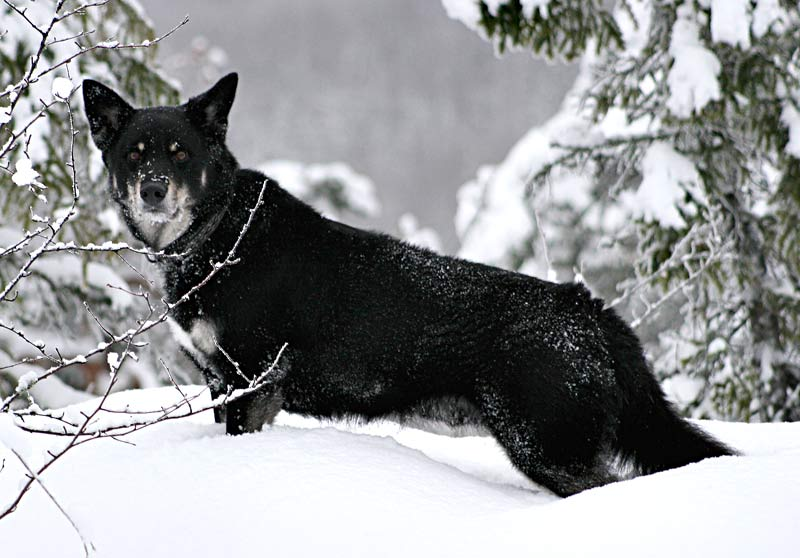
Pastor lapó

#### Races admeses provisionalment
- Gos de Taiwan

### Races no reconegudes oficialment

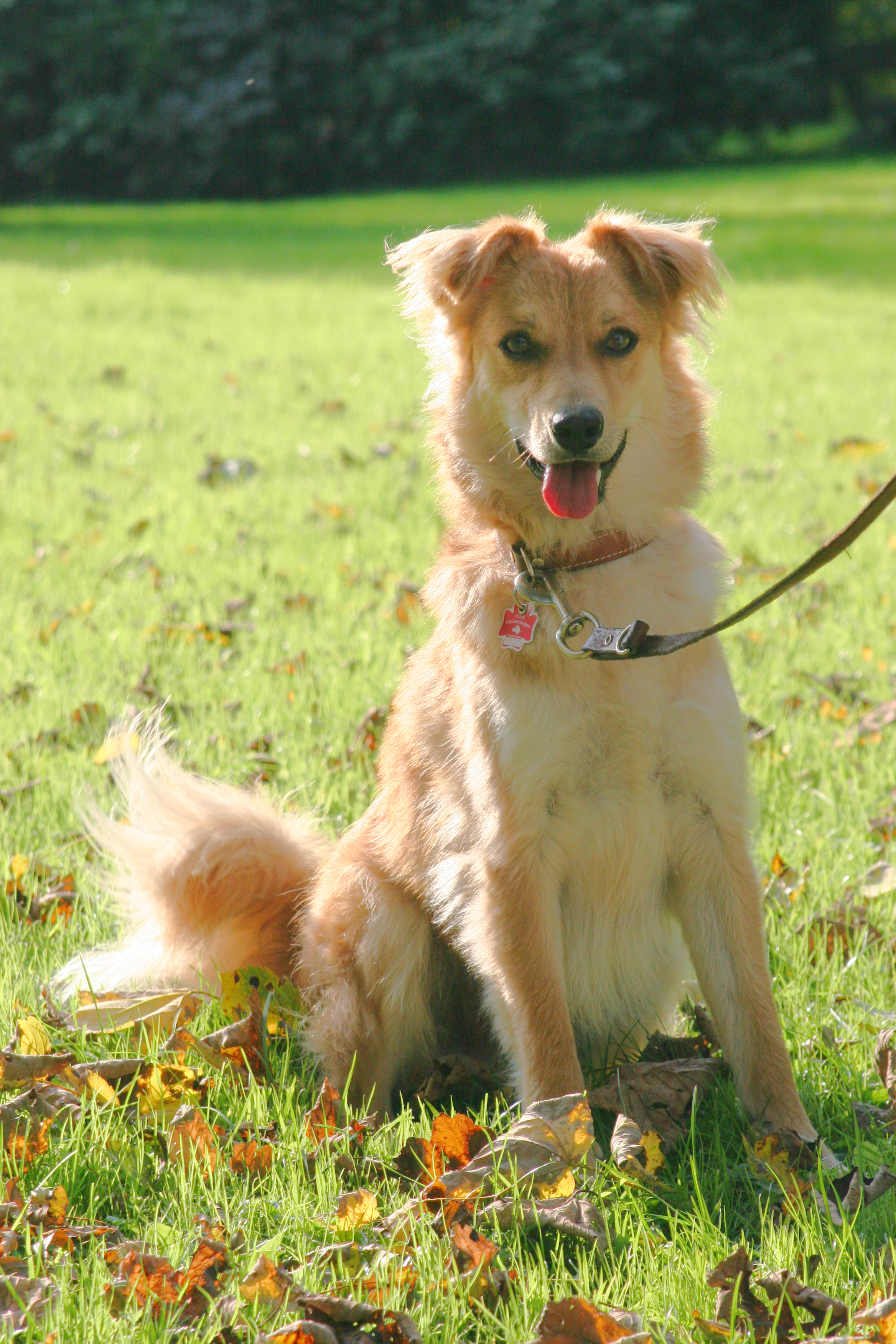
Pastor basc
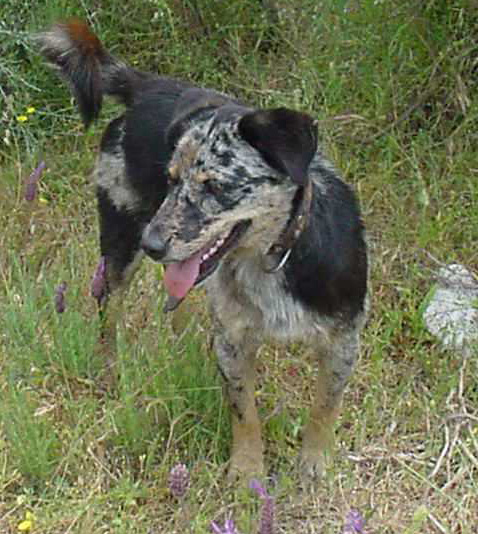
Pastor lleonès
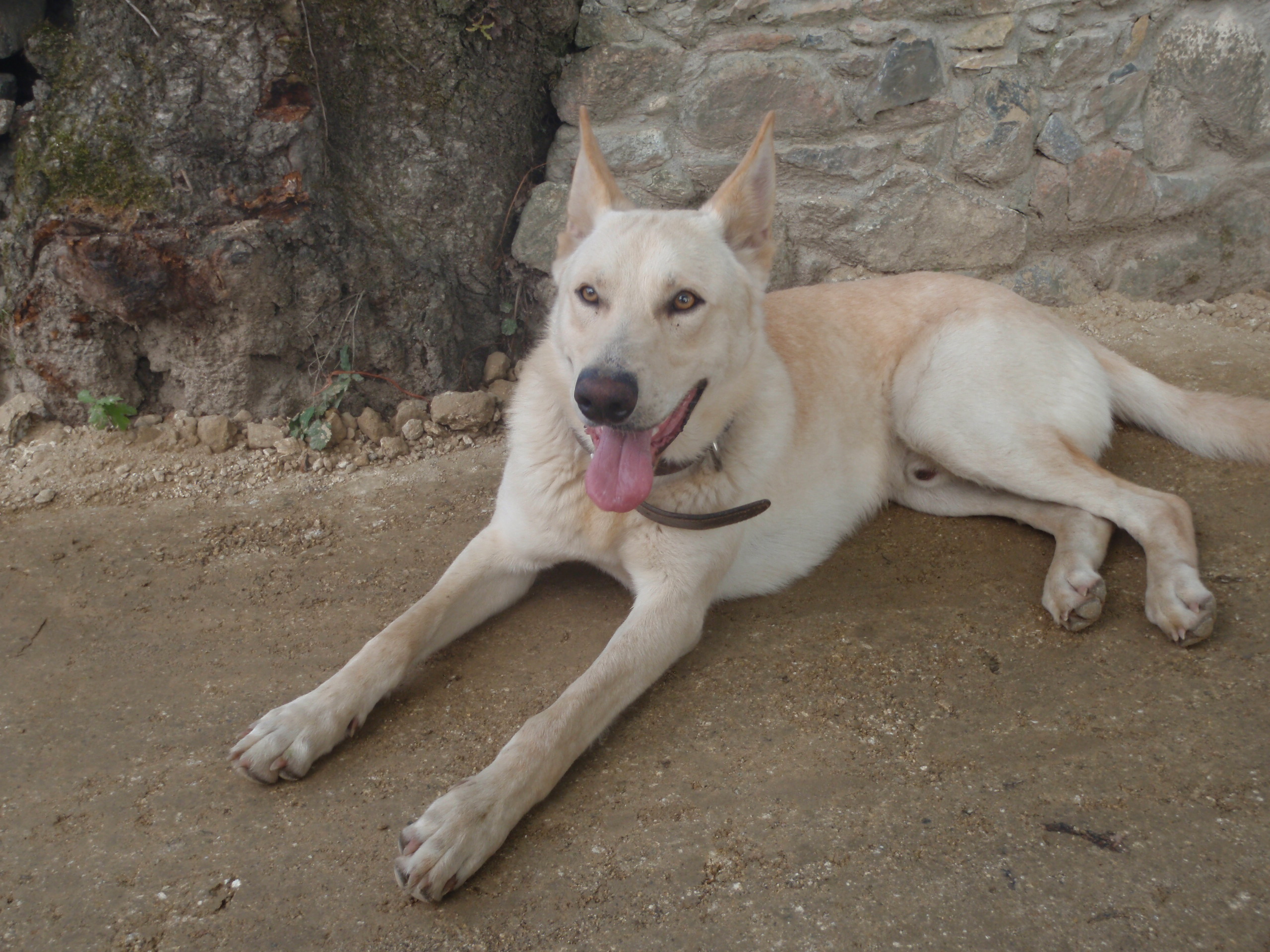
Can de palleiro